# Laboratório vivo
Um laboratório vivo  (em inglês living lab) é um conceito de pesquisa. Um laboratório vivo é um ecosistema de inovação aberta, que muitas vezes opera em um contexto territorial (por ex.: cidade ou região), que integra concorrentemente processos de pesquisa dentro de uma parceria público-privado.
O conceito se baseia na abordagem da co-criação feita pelo usuário integrando os processos de pesquisa e inovação. Eles são integrados através da exploração, experimentação e avaliação da inovação em ideias, cenários, conceitos e artefatos tecnológicos relacionados, quando aplicados a casos de uso da vida real. Tais casos envolvem comunidades de usuários, não apenas como sujeitos de observação, mas também como uma fonte de criação. Esta abordagem permite considerar concorrentemente tanto o desempenho global de um produto ou serviço, como sua adoção potencial pelos usuários. Esta reflexão pode ser feita no estágio inicial de pesquisa e desenvolvimento e durante todos elementos do ciclo de vida de um produto, de seu projeto até a reciclagem.

## Living Lab MS
A primeira Living Lab do Brasil nasceu no Mato Grosso do Sul, na data de 03 de junho de 2016 na cidade de Campo Grande, denominada Living Lab MS, com o propósito de falar sobre empreendedorismo, investimentos e inovação de uma forma organizada e disruptiva. Este é um projeto colaborativo iniciado pelo Sebrae MS, em parceria com 42 instituições públicas e privadas. Tem como principal objetivo desenvolver ideias inovadoras e startups do estado do Mato Grosso do Sul. 
Atualmente fazem parte deste ecossistema de startups: Agrointeli, Automobi, Em Consulta, Eu Empreendo, Reduza, Magnet Customer,Site Confiável, entre centenas de outros negócios acelerados.